# Batrachorhina similis
Batrachorhina similis là một loài bọ cánh cứng trong họ Cerambycidae.